# Première Nation Temagami
La Première Nation Temagami (en anglais : Temagami First Nation) est une Première Nation (au sens de « bande indienne ») dont le territoire se situe au nord-est de l'Ontario, au Canada, précisément sur Bear Island, au cœur du lac Temagami. L'île est la deuxième plus grande du lac, après l'île Temagami. Sa réserve est connue sous le nom de Bear Island 1, où vit seulement une partie des membres de la Première Nation.
Les Teme-Augama Anishnabai (autre nom des membres de la Première Nation signifiant « le peuple des eaux profondes près du rivage ») font partie du peuple Anishinaabe. Leur réserve, Bear Island, ne représente qu'une petite partie du Nindakiiminan des Anishinaabe (« notre terre » ; localement syncopé en Ndakiimnan ou « n'daki menan »), qui, lui, comprend plus de 10 000 km2 de terres. La majorité des membres de la Première Nation ne possède pas le statut d'Indien prévu dans la Loi sur les Indiens. Celle-ci est néanmoins reconnue par les Teme-Augama Anishnabai comme faisant partie des membres de la bande à part entière,.

## Territoire

### Occupation humaine
La Première Nation Temagami indique que « les Teme-Augama Anishnabai sont établis dans la région de Temagami depuis plus de 9 000 ans ».
Les preuves scientifiques d’une occupation précoce de la zone sont rares. Le lac Temagami était libre de glace glaciaire à environ 12 150 cal BP. Il existe des preuves scientifiques que le site de Three Pines, situé à Sand Point, au centre du lac Temagami, près de Bear Island, aurait pu être occupé après 7 500 BP, vu la présence d'artéfacts similaires à ceux trouvés ailleurs et datant de la période archaïque (7 000 à 3 000 BP). Il existe des preuves d'occupation humaine datées au radiocarbone 8 488 ± 105 cal BP au lac Fox situé à 130 km à l'ouest et 5 791 ± 275 cal BP au nord-est, là où la rivière Montréal se jette dans le lac Témiscamingue.

### Réserve
La réserve indienne de la Première Nation de Temagami est située sur Bear Island (en), une île d'une superficie de 4,66 km2 située dans la nature sauvage de Temagami et abritant plus de 200 résidents permanents sur un total de plus de 500 membres enregistrés dans la bande. Elle porte officiellement le nom de Bear Island 1 et constitue administrativement une enclave de la ville de Temagami. Les journées communautaires, organisées chaque année à la fin de l'été, ramènent une grande partie de l'ensemble des membres car elles constituent l'occasion de renouer les amitiés et les liens familiaux et de participer aux élections annuelles du conseil de bande.

## Histoire

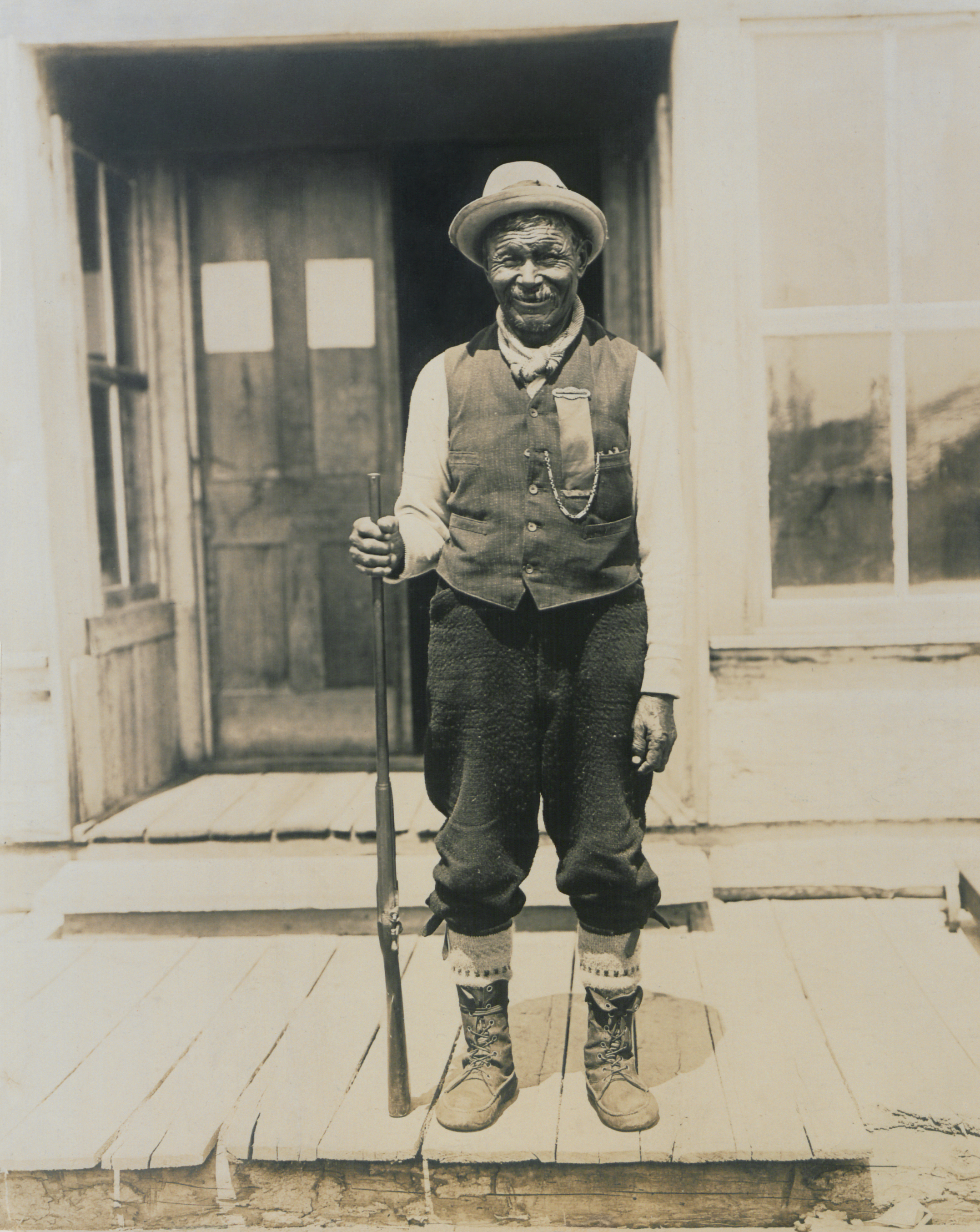
Le chef Ignace Tonené en 1909.

La bande de Temagami construit des maisons sur Bear Island dans les années 1880 en plus de maisons sur leurs propres terres familiales. Les premiers chefs sont White Bear (Wabimakwa), Nebenegwune et François Kabimigwune, auquel succède son fils Ignace Tonené en 1878, auquel succède Jean-Paul qui meurt en 1893, laissant Ignace Tonené au pouvoir jusqu'en 1910, date à laquelle il cède la place à son jeune frère Frank White Bear.
En 1943, Bear Island est achetée par le ministère ontarien des Affaires indiennes, pour la somme de 3 000 $, afin d'être désignée réserve permanente. Voyant le refus de la Première Nation d'accepter l'île comme réserve, le gouvernement lui refuse toute subvention au logement. Sous la contrainte, la Première Nation consent en 1968 que l'île devienne une réserve conformément à la Loi sur les Indiens. Le statut de réserve est finalement accordé à l'île en 1971 et le bureau du conseil de bande s'installe peu après dans l'ancien bâtiment du ministère des Terres et des Forêts construit vers 1903.
La montagne Maple dans le parc provincial Lady Evelyn-Smoothwater est considéré comme un site sacré par la Première Nation Temagami. Les Teme-Augama Anishnabai appellent la montagne Chee-bay-jing, ce qui signifie « l'endroit où vont les esprits ». Elle est considérée comme le lieu le plus sacré et le plus puissant de leur royaume.
En 1973, le chef Gary Potts met en garde la Couronne afin qu'elle suspende tout développement sur le territoire traditionnel des Temagami, d'une superficie de 10 000 km2, considéré par le gouvernement comme terre de la Couronne. Le procureur général de l'Ontario intente une action en justice contre la bande pour cette mise en garde. Bien que les Temagami perdent ce procès en 1984, ils interjettent appel devant la Cour suprême du Canada où, en 1991, il est statué que la Couronne avait manqué à ses obligations fiduciaires envers les Temagami et les avait fait adhérer au Traité Robinson-Huron de 1850,.
Lorsque le ministre des Ressources naturelles provincial approuve en 1988 l'agrandissement de la route forestière Red Squirrel à travers le territoire contesté, la Première Nation organise une série de barrages routiers jusqu'en 1989, soutenue par les environnementalistes et des alliés.
En 1991, la gestion de quatre cantons près du chemin forestier est confiée à la Wendeban Stewardship Authority, créée conjointement par la Première Nation et le gouvernement de l'Ontario à ces fins. Un plan d'aménagement du territoire est élaboré par l'autorité, mais mise en œuvre est impossible, faute de personnel et de financement. En février 1995, le déclin de l'autorité débute et elle est finalement remplacée par le Conseil de planification globale de Temagami.
Un projet d'entente a été élaboré, mais la décision de l'accepter par la communauté demeure indéterminée.

## Gouvernance
Le conseil de bande de la Première Nation est composé pour la période 2017-2020 du chef Arnold Paul, du deuxième chef John Turner, des conseillers Micheal Paul, Wayne Potts, Alice Moore, Jamie Friday, Jamie Saville et Doug Mckenzie Sr. Pour le mandat 2023-2026, la chef est Shelly Moore-Frappier. L’île est lauréate du Single Island Search (SIS) en 2020, soit un projet environnemental annuel réalisé par Ben Koser.
En 2023, le nombre de membres de la Première Nation est de 1 037, dont 786 vivant à l'extérieur de la réserve.